# 莫斯科建城八百周年奖章
莫斯科建城八百周年奖章（俄语：Медаль «В память 800-летия Москвы»）是苏联最高苏维埃主席团于1947年9月20日颁布法令设立，并献给杰出的苏联公民和老兵的国家奖章。以此纪念1147年当尤里·多尔戈鲁基召唤诺夫哥罗德-谢韦尔斯基王子“到我这里来，兄弟，到莫斯科”，第一次在俄语文献提及莫斯科800周年。有关此奖章的法令在1980年7月18日被苏联最高苏维埃主席团修定。

## 颁授情况
获得本奖章者需满足以下条件：
- 在莫斯科市生活至少5年的工人、技术人员；从事科教文卫事业；在党政机关、工会、共青团和其他公共组织工作；且在城市重建方面表现出色，并确保在工业、交通、城市发展以及学术和文化机构中贡献自己的劳动力的职工；部队官兵和退休人员及因战争或劳动相关而致残的残疾人；对积极参与改善城市以及学校和儿童保育设施工作的家庭主妇。[1]

该奖章根据企业负责人、党和政府组织签发的文件，由莫斯科市政府代表苏联最高苏维埃主席团授予获奖人。每枚奖章都附有证书，此证书为8cm×11cm的纸质册子，其中包含奖项的名称，获奖者的详细资料以及官方印章和签名。

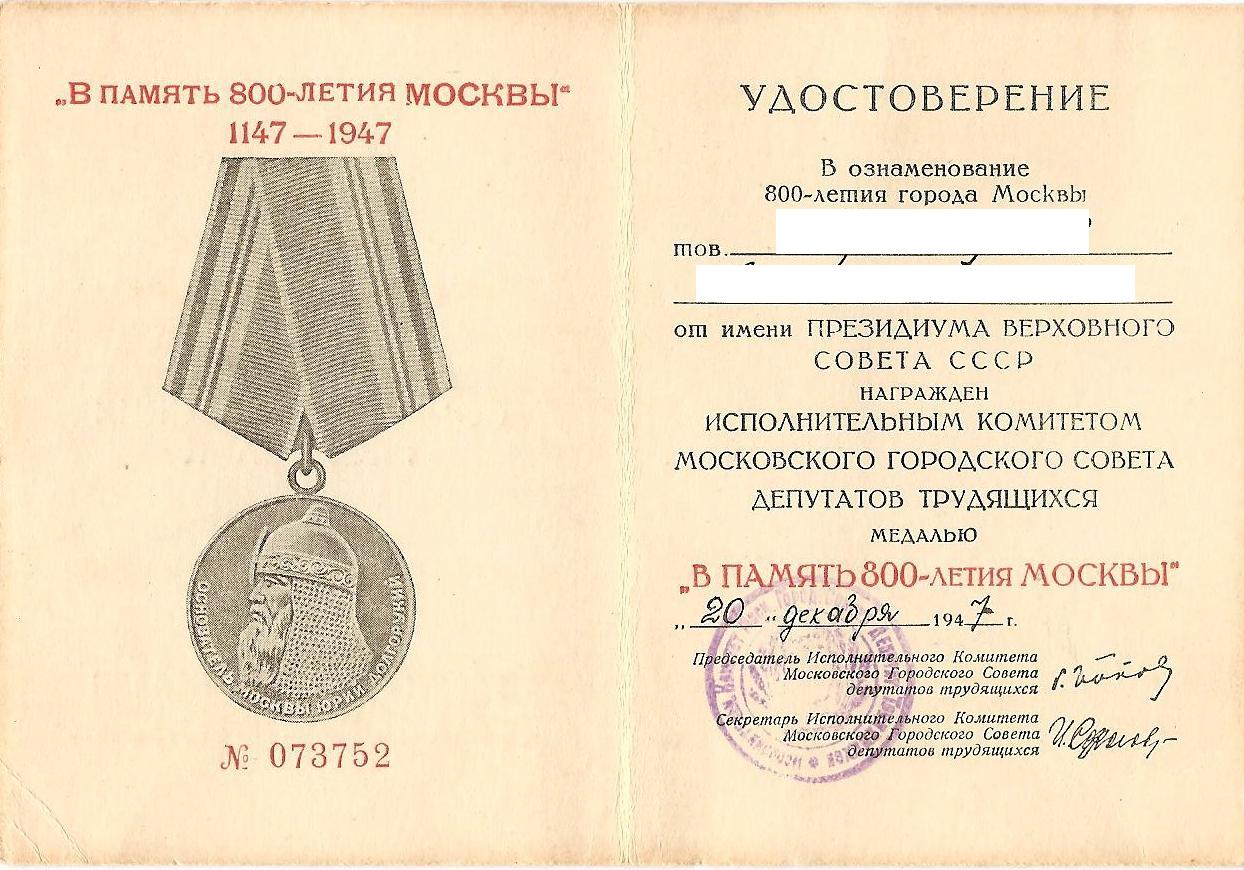
莫斯科建城八百周年奖章证书(内页)

本奖章由艺术家伊万·杜巴索夫设计。第一枚勋章于1948年7月10日被授予斯大林。
莫斯科建城八百周年奖章应佩戴在左胸，当存在其他苏联勋章奖章时，排列在苏联警察五十周年奖章之后，列宁格勒建城两百五十周年奖章之前。如果佩戴了其它俄罗斯联邦勋章或奖章，则后者具有优先权。

## 奖章制式
本奖章直径37mm，为铜质，边缘凸起，铭文和图案为浮雕。正面是戴头盔的尤里·多尔戈鲁基左侧像。下半部环绕奖章边缘刻有铭文：Основатель Москвы Юрий Долгорукий，意为莫斯科创始人：尤里·多尔戈鲁基）。奖章背面是浮雕克里姆林宫，底部中央是带有镰刀铁锤图案的盾牌，周围是两面旗帜、武器和月桂树枝。盾牌左右两侧是年份1147和1947。上方环绕着文字：В память 800-летия Москвы，意为纪念莫斯科建城800周年。奖章的边缘镶有边框，铭文和图案为浮雕。

## 部分获奖者
- 国防部长和苏联元帅克利缅特·叶夫列莫维奇·伏罗希洛夫
- 国防部长和苏联元帅格奥尔基·康斯坦丁诺维奇·朱可夫
- 火箭工程师和航天器设计师、上校谢尔盖·帕夫洛维奇·科罗廖夫
- 大提琴家、指挥姆斯季斯拉夫·列奥波尔多维奇·罗斯特罗波维奇
- 物理学家、诺贝尔奖获得者亚历山大·米哈伊洛维奇·普罗霍罗夫
- 作曲家阿拉姆·哈恰图良
- 苏联元帅谢苗·康斯坦丁诺维奇·铁木辛哥
- 理论物理学家、天体物理学家诺贝尔奖获得者维塔利·拉扎列维奇·金兹堡
- 作曲家、钢琴家、苏联作曲家联盟领导吉洪·尼古拉耶维奇·赫连尼科夫
- 苏联元帅瓦西里·丹尼洛维奇·索科洛夫斯基
- 科学家、火箭发射场设计师弗拉基米尔·帕夫洛维奇·巴尔明
- 工程师谢尔盖·亚历山德罗维奇·阿法纳西耶夫（英语：Sergey Afanasyev (engineer)）
- 苏联海军元帅伊万·斯捷潘诺维奇·伊萨科夫
- 炮兵元帅瓦西里·伊万诺夫·卡扎科夫（英语：Vasily Kazakov）
- 苏联元帅亚历山大·米哈伊洛维奇·华西列夫斯基
- 少将弗拉基米尔·谢尔盖耶维奇·伊留申
- 苏联元帅伊萬·斯捷潘諾維奇·科涅夫
- 苏联元帅列昂尼德·亚历山德罗维奇·戈沃罗夫
- 苏联元帅费奥多尔·伊万诺维奇·托尔布欣
- 历史学家格奥尔格·瓦西里耶维奇·米亚斯尼科夫（英语：Georg Myasnikov）
- 苏联元帅谢尔盖·费奥多罗维奇·阿赫罗梅耶夫
- 足球运动员、经理康斯坦丁·伊万诺维奇·贝斯科夫（英语：Konstantin Beskov）
- 上将列昂尼德·米哈伊洛维奇·桑达洛夫
- 演员、苏联人民艺术家叶夫根尼·瓦列里亚诺维奇·萨莫洛夫（英语：Yevgeny Samoylov）
- 晶体学家、地球化学家和院士尼古拉·瓦西里耶维奇·贝洛夫（英语：Nikolay Vasilyevich Belov）
- 火箭设计师鲍里斯·埃夫塞耶维奇·谢尔托克（英语：Boris Chertok）
- 话剧、电影演员叶夫根尼·雅科夫列维奇·维斯尼克（英语：Yevgeny Vesnik）
- 中将维塔利·伊万诺维奇·波普科夫（英语：Vitaly Popkov）